# Sedel

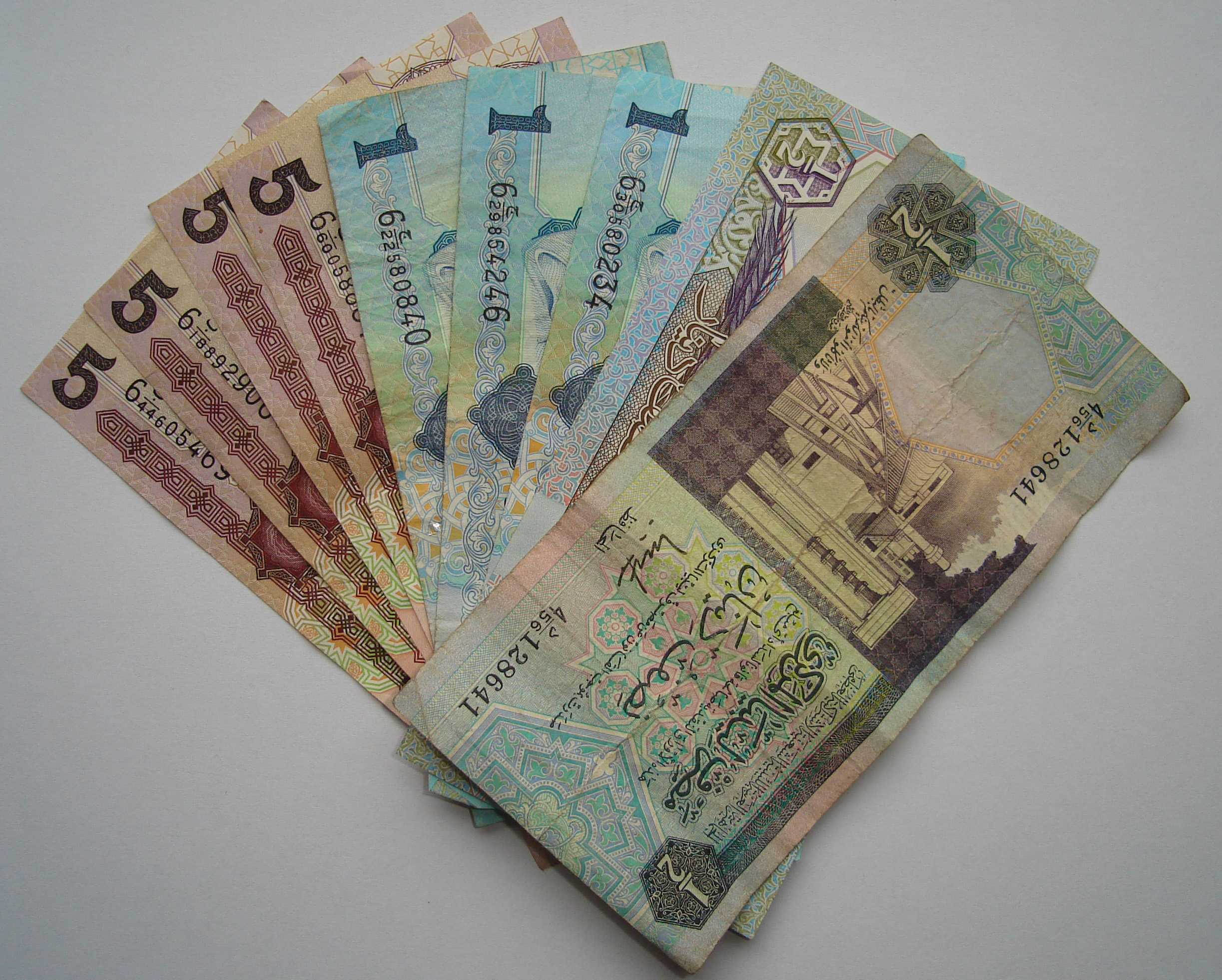
Libyska sedlar.

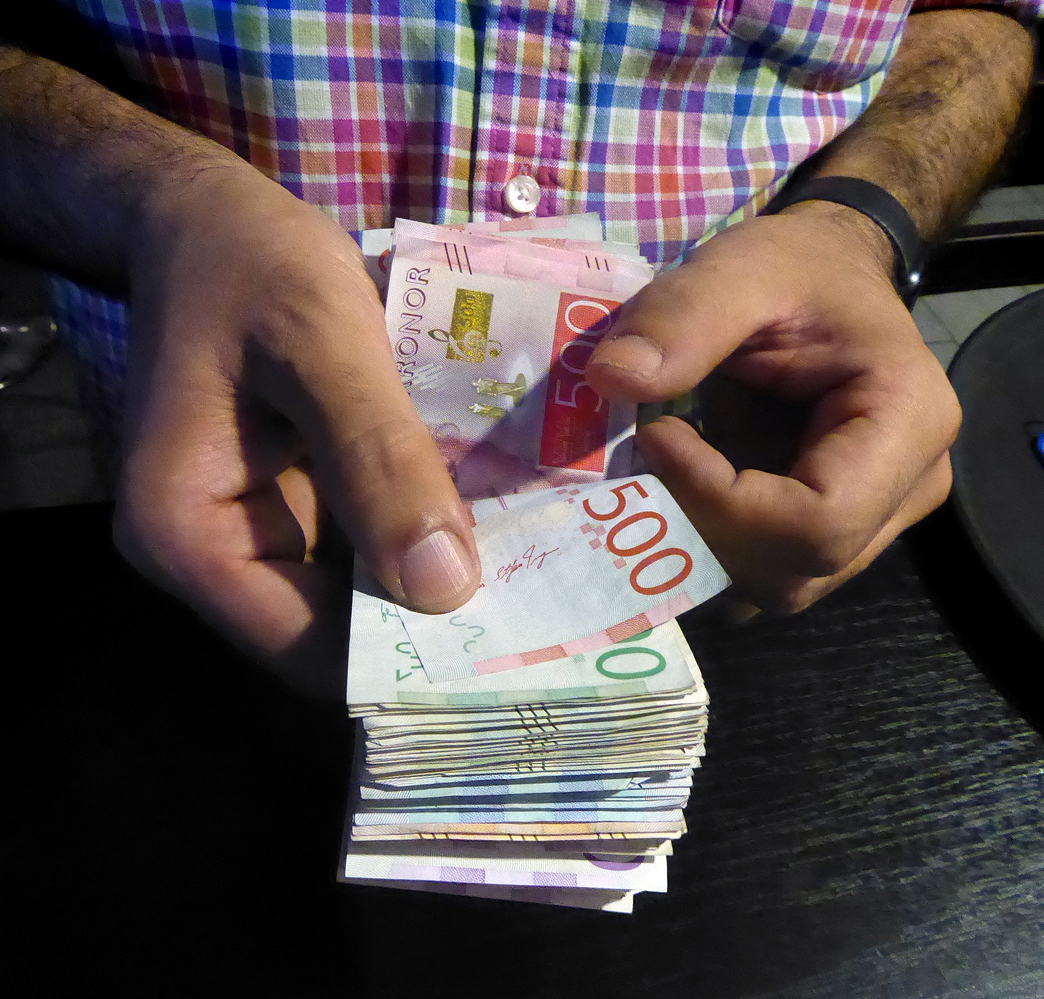
Svenska sedlar.

En sedel är ett betalningsmedel i papper, som ges ut av en myndighet i en stat eller av en oktrojerad bank. Sedelpapper består vanligen till 75-80% av råbomull. 

## Sedelns historia

### Kina

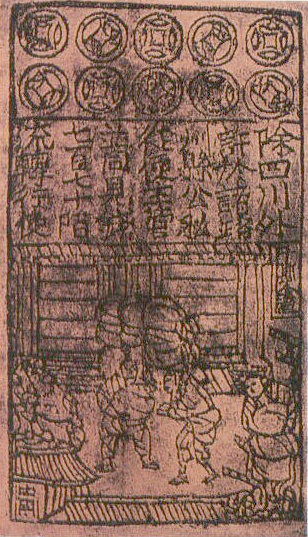
Jiaozi från Songdynastin (960–1279 e.Kr) var de första sedlarna tryckta på papper. Dessförinnan hade sedlar av läder från albinodjur använts i Kina.

Världen äldsta sedlar började användas under den kinesiska Songdynastin (960–1279). Staten lyckades även att hålla nere inflationen genom att inte trycka upp för mycket sedlar.

### Sverige
Under 1660-talet gavs Europas första sedlar ut av Palmstruchska banken i Stockholm.

### Skottland
Ursprunget till de nuvarande sedlarna får man söka på två olika håll. Det första permanenta sedelmyntet uppstod i Skottland ur ett där sedan gammalt förekommande kreditmedel, promissory notes. Dessa hade formen av vanliga skuldförbindelser, var ofta betalbara vid anfordran och ställda på viss person "or bearer", det vill säga faktiskt på innehavaren. När vid 1600-talets slut banker började uppkomma, låg det för dem nära till hands att begagna sådana förbindelser. "Promissory notes" användes som verkliga sedlar först av Skottlands centralbank, Bank of Scotland (grundade av William Paterson), 1695; därmed hade världens första bestående sedelmynt skapats.

### England
Även Englands centralbank, Bank of England (också grundad av skotten William Paterson), använde visserligen från början liknande kreditdokument. De utfärdades dock först (före 1697) på viss tid och löpte dessutom med ränta, säkert till och med 1706, men därefter är de att betrakta som verkliga sedlar. Formen var emellertid något annorlunda jämfört med dagens. Bank of Englands äldsta bevarade sedel lyder i översättning: "Jag lovar att vid anfordran betala till Mr. John Wright eller innehavaren en summa av tvåhundra pund. London den 23 januari 1699. För Bank of Englands direktör och bolag Joseph" (efternamnet oläsligt). De kursiverade orden är handskrivna, de andra tryckta.

### Förenade kungariket 1707
Dylika "promissory notes" kom att i stor utsträckning användas av den mängd banker, som efter 1750 uppväxte över hela Förenade konungariket Storbritannien. Sedlarnas karaktär av "promissory notes" gjorde, att sedelutgivningen faktiskt blev fullständigt fri och obunden av alla regler. Ingen kunde förvägras att utge vid anfordran betalbara skuldförbindelser, och bankerna utgav obehindrat dylika. 
Den ursprungliga formen förändrades under 1800-talet till den för en sedel vanliga. Från Storbritannien spred sig sedelutgivningen till kolonierna. Redan före 1830-talet fanns sedelutgivande banker i det brittiska världsrikets alla delar samt i Förenta staterna, medan det på den europeiska kontinenten fanns endast en eller annan enstaka bank. Denna bankväsendets tidiga utveckling i de engelsktalande länderna beror med säkerhet just på sedelutgivningen, som även under primitiva ekonomiska förhållanden tillförsäkrade bankerna ett tillräckligt och elastiskt rörelsemedel.

### Den europeiska kontinenten
På den europeiska kontinenten utvecklade sig förhållandena på ett helt annat sätt. Där stod sedlarnas uppkomst i samband med girobankerna och deras kreditinstrument. Girobankerna var i princip rena förvaringsställen för pengar. De mottog medel till förvaring och lämnade i stället kvitton eller depositionsbevis. Dessa kunde sedan ställas på innehavaren och gå ur hand i hand, men så länge de inte fritt kunde utges av banken var de inte att betrakta som sedlar. Och principiellt stod alla girobankerna, så länge de existerade, på denna grund; avsteg från principen förekom, men de upphörde aldrig att betraktas som missbruk. 

### Andra länder
I andra länder uppstod sedelutgivning vida senare, i allmänhet först vid 1700-talets slut eller 1800-talets början, och man hade då Storbritanniens mönster att gå efter. Från den gamla girobankstiden levde emellertid den föreställningen kvar, att varje sedel egentligen borde motsvaras av guld eller silver. Resultatet blev i alla länder mer eller mindre invecklade bestämmelser rörande sedeltäckning. Dylika bestämmelser saknades ursprungligen i de anglosaxiska länderna, men spred sig även dit.